# Veronika Šarec
Veronika Šarec (ur. 6 maja 1968 w Lublanie) – słoweńska narciarka alpejska reprezentująca także Jugosławię, dwukrotna medalistka mistrzostw świata juniorów.

## Kariera
W 1984 roku wystartowała na mistrzostwach świata juniorów w Sugarloaf, zdobywając brązowe medale slalomie i gigancie. Podczas rozgrywanych dwa lata później mistrzostw świata juniorów w Bad Kleinkirchheim była siódma w gigancie.
W zawodach Pucharu Świata zadebiutowała 5 stycznia 1986 roku w Mariborze, gdzie zajęła 10. miejsce w slalomie. Tym samym zdobyła pierwsze pucharowe punkty. Na podium zawodów tego cyklu pierwszy raz stanęła 19 grudnia 1987 roku w Piancavallo, kończąc rywalizację w slalomie na trzeciej pozycji. W zawodach tych wyprzedziły ją jedynie Christa Kinshofer z RFN i Francuzka Patricia Chauvet. Łącznie siedem razy stawała na podium, odnosząc przy tym jedno zwycięstwo:  14 stycznia 1990 roku w Haus była najlepsza w slalomie. W sezonie 1988/1989 zajęła 17. miejsce w klasyfikacji generalnej, w klasyfikacji slalomu była czwarta.
Wystartowała na igrzyskach olimpijskich w Sarajewie w 1984 roku, zajmując 20. miejsce w gigancie. Na rozgrywanych cztery lata później igrzyskach w Calgary zajęła 27. miejsce w supergigancie, a giganta i slalomu nie ukończyła. Brała również udział w igrzyskach olimpijskich w Albertville w 1992 roku, jednak nie ukończyła tam rywalizacji w slalomie. Była też między innymi czwarta w gigancie na mistrzostwach świata w Saalbach-Hinterglemm w 1991 roku.

## Osiągnięcia

### Igrzyska olimpijskie
| Miejsce | Dzień     | Rok  | Miejscowość | Konkurencja | Czas biegu | Strata | Zwyciężczyni     |
| ------- | --------- | ---- | ----------- | ----------- | ---------- | ------ | ---------------- |
| 20.     | 13 lutego | 1984 | Sarajewo    | Gigant      | 2:20,98    | +4,03  | Debbie Armstrong |
| 27.     | 22 lutego | 1988 | Calgary     | Supergigant | 1:19,03    | +4,14  | Sigrid Wolf      |
| DNF2    | 24 lutego | 1988 | Calgary     | Gigant      | 2:06,49    | -      | Vreni Schneider  |
| DNF1    | 26 lutego | 1988 | Calgary     | Slalom      | 1:36,69    | -      | Vreni Schneider  |
| DNF1    | 20 lutego | 1992 | Albertville | Slalom      | 1:32,68    | -      | Petra Kronberger |

### Mistrzostwa świata
| Miejsce | Dzień     | Rok  | Miejscowość | Konkurencja | Czas biegu | Strata | Zwyciężczyni    |
| ------- | --------- | ---- | ----------- | ----------- | ---------- | ------ | --------------- |
| DNF     | 7 lutego  | 1989 | Vail        | Slalom      | 1:30,88    | -      | Mateja Svet     |
| DNF     | 11 lutego | 1989 | Vail        | Gigant      | 2:29,37    | -      | Vreni Schneider |
| DNF     | 1 lutego  | 1991 | Saalbach    | Slalom      | 1:25,90    | -      | Vreni Schneider |
| 4.      | 2 lutego  | 1991 | Saalbach    | Gigant      | 2:07,45    | +0,84  | Pernilla Wiberg |

### Mistrzostwa świata juniorów
| Miejsce | Dzień     | Rok  | Miejscowość        | Konkurencja | Czas biegu | Strata | Zwyciężczyni       |
| ------- | --------- | ---- | ------------------ | ----------- | ---------- | ------ | ------------------ |
| 3.      | 21 lutego | 1984 | Sugarloaf          | Gigant      | 2:23,08    | +0,74  | Mateja Svet        |
| 3.      | 23 lutego | 1984 | Sugarloaf          | Slalom      | 1:24,27    | +0,98  | Monika Maierhofer  |
| 7.      | 21 lutego | 1986 | Bad Kleinkirchheim | Gigant      | 2:06,61    | +1,87  | Lucia Medzihradská |

### Puchar Świata

#### Miejsca w klasyfikacji generalnej
- sezon 1985/1986: 64.
- sezon 1986/1987: 77.
- sezon 1987/1988: 50.
- sezon 1988/1989: 17.
- sezon 1989/1990: 21.
- sezon 1990/1991: 25.
- sezon 1991/1992: 54.

#### Miejsca na podium
1. Piancavallo – 19 grudnia 1987 (slalom) – 3. miejsce
2. Furano – 3 marca 1989 (slalom) – 2. miejsce
3. Shiga Kōgen – 10 marca 1989 (slalom) – 3. miejsce
4. Steamboat Springs – 10 grudnia 1989 (slalom) – 2. miejsce
5. Haus – 14 stycznia 1990 (slalom) – 1. miejsce
6. Kranjska Gora – 12 stycznia 1991 (slalom) – 3. miejsce
7. Kranjska Gora – 13 stycznia 1991 (slalom) – 3. miejsce